# Porta di Toledo

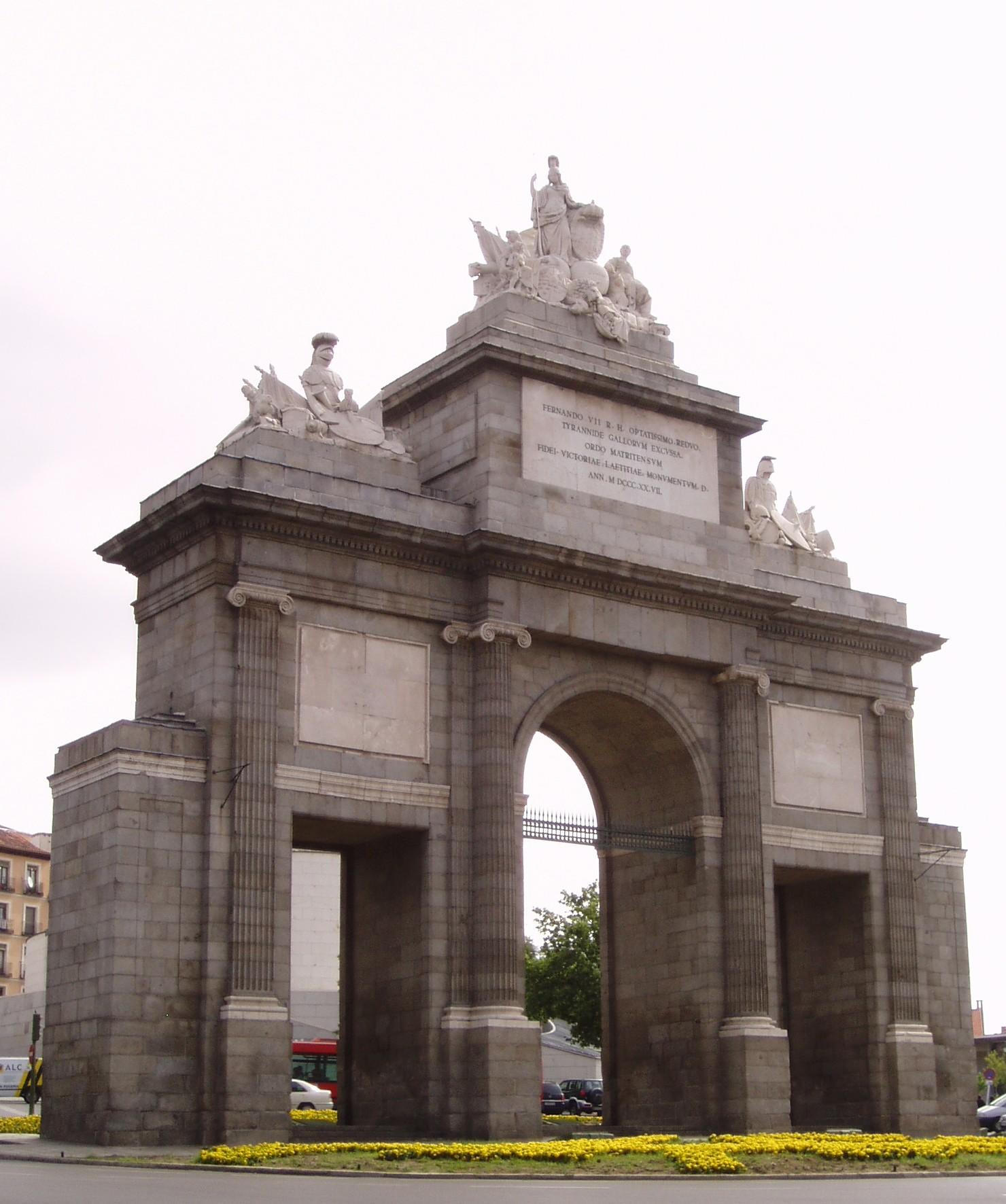
Facciata sud della Porta di Toledo.

La Porta di Toledo è un monumento del primo terzo del XIX secolo, che si trova nella rotonda omonima di Madrid. Fu eretta a modo di arco di trionfo in onore del re Fernando VII.

## Storia
Già nella primitiva cerchia della città costruita nel XV secolo esistette una porta chiamata di Toledo, da dove partiva la strada che portava a Toledo. Nel 1625, al venire costruita la cerchia di Felipe IV, si alzò una seconda porta, situata un po' più vicino al centro della città rispetto all'attuale, nella calle de Toledo. 
I primi progetti di costruzione della porta attuale risalgono all'epoca dell'occupazione napeolonica, durante il regno di Giuseppe Bonaparte, quando si ordinò il progetto per abbellire l'entrata a Madrid dall'antica strada reale di Andalucía. Questo primo progetto non arrivò alla fase di esecuzione dei lavori, dato che, dopo l'espulsione di Giuseppe Bonaparte, le autorità municipali incaricarono un nuovo progetto all'architetto Antonio López Aguado, che progettò la porta come un arco trionfale dedicato al restaurado Ferdinando VII. 
Fu l'ultima porta monumentale eretta nell'antica cerchia di Madrid. Venne costruita negli anni tra il 1817 e il 1827 e fu restaurata dal comune di Madrid nel 1995.

## Descrizione
È composta da blocchi di granito e da un arco centrale e due porte. La decorazione consiste in mezze colonne  striate di ordine ionico, ai lati dell'arco centrale, e pilastri dello stesso stile incorniciando i laterali. 
È coronata da un complesso scultorico in pietra progettato da José Ginés e scolpito da Ramón Barba e Valeriano Salvatierra. Nella facciata nord appare, sostenuto da due bambini, lo Stemma di Madrid. Sulle porte laterali riposano trofei militari. 
Sulla porta principale, nel fregio sotto il principale gruppo scultoreo, si può contemplare un'iscrizione in latino dedicata a Fernando VII, restituito al trono dopo l'usurpazione francese.
Attualmente si trova nel mezzo di una rotonda e circondata da uno spazio con giardini, cosicché non esiste passaggio di persone o veicoli attraverso di essa. La costruzione di un tunnel sotterraneo sotto la porta ha fatto sì che il terreno su cui appoggia sia ceduto leggermente e che l'arco centrale si sia deformato, sebbene in maniera impercettibile.